# برنغار الأول ملك إيطاليا
برنغار من فريولي (باللاتينية: Berengarius, Perngarius) (تقريبًا 845 - 7 أبريل 924) كان مرغريف فريولي منذ 874 وحتى 890 على الأقل أو 896 على الأكثر. كان ملك إيطاليا (باسم برنغار الأول) منذ 887 (مع انقطاع) حتى وفاته، كما كان الإمبراطور الروماني المقدس من 915 حتى وفاته.

## كإمبراطور 915-924

الإمبراطورية التي حكمها برنغار الأول عام 915 (وردي).

في يناير 915، حاول البابا يوحنا العاشر تشكيل تحالف بين برنغار والحكام الإيطاليين المحليين على أمل أن يتمكن من مواجهة تهديد الساراكينوس لجنوب إيطاليا. لم يكن برنغار قادرًا على إرسال القوات، ولكن بعد معركة غاريليانو العظيمة والنصر على الساركينوس، تُوِّجَ جون برنغار إمبراطورًا في روما (ديسمبر). مع ذلك، عاد برنغار بسرعة إلى الشمال، حيث كان إقليم فريولي مهددًا من قبل المجريين.
كإمبراطور، تدخل برنغار في الانتخابات الأسقفية في أبرشية لييج خارج مملكة إيطاليا. بعد وفاة القديس الأسقف ستيفن عام 920، حاول هيرمان الأول، رئيس أساقفة كولونيا فرض اختياره على رهبان الدير المحلي باختياره هيلدوين ليشغل المقعد الشاغر، ممثلًا بذلك المصالح الألمانية في مملكة لوثارينجيا. ناشد رجال الدين المعارضون لهذا التدخل برنغار والملك تشارلز الثالث ملك فرنسا والبابا يوحنا. في النهاية، حرم البابا هيلدوين المنصب وعين راهب آخر ثري على الكرسي بدعم من الإمبراطور.
في سنواته الأخيرة، اتُهِمَت زوجته برتيلا بالخيانة الزوجية، وهي تهمة شائعة ضد زوجات الملوك في تلك الفترة، لتتوفى مسمومةً بعد ذلك. تزوج الإمبراطور مرةً أخرى من امرأة تدعى آنا بحلول ديسمبر 915. اقتُرِحَ –لأسباب اسمية- أن آنا كانت ابنة لويس ملك بروفنس وزوجته آنا، الابنة المحتملة للإمبراطور البيزنطي ليو السادس الحكيم. في هذه الحالة، فآنا كانت مخطوبة لبرنغار وهي لا تزال طفلة لتصبح قرينته وامبراطورته في عام 923. كان زواجها محاولة من قبل لويس للنهوض بأطفاله بينما كان هو نفسه مهمشًا، كما كان محاولة من قبل برنغار لإضفاء الشرعية على حكمه من خلال ربط نفسه بالزواج من منزل لوثر الأول الذي حكم إيطاليا بالحق الوراثي منذ عام 817.
بحلول عام 915، تولت بيرتا -الابنة الكبرى لبرنغار- منصب الأم في سانتا جوليا في بريشا، حيث كانت عمتها راهبة هناك ذات يوم. في ذلك العام وفي العام التالي وفي عام 917، منح برنغار ديرها ثلاث امتيازات لبناء وتشييد التحصينات. تزوجت ابنته الصغرى -جيزيلا فريولي- من أدالبرت الأول من إيفريا في وقت مبكر من عام 898 (وحتى 910)، لكن هذا فشل في إنشاء تحالف مع الأنسكاردية. ماتت جيزيلا بحلول عام 913، ليتزوج أدالبرت مرة أخرى. كان أدالبرت من أوائل الأعداء الداخليين لبرنغار بعد هزيمة لويس بروفنس. حاول هيو من آرل بين 917 و920 أخذ التاج الحديدي؛ إذ قام هيو بغزو إيطاليا مع شقيقه بوسو، وتقدم حتى بافيا، حيث أجبرهم برنغار على الخضوع، لكنه سمح لهم بالخروج من إيطاليا بحرية.
دعا العديد من النبلاء الإيطاليين -بقيادة أدالبرت والعديد من الأساقفة- رودولف الثاني ملك بورغندي العليا لتولي العرش الإيطالي عام 921، بسبب عدم رضاهم عن الإمبراطور الذي أوقف سياسة المنح والتحالفات العائلية مقابل الدفع للمرتزقة المجريين. علاوةً على ذلك، ثار ضده حفيده برنغار إيفريا (الذي سيحكم لاحقًا باسم برنغار الثاني ملك إيطاليا من عام 950)، بتحريض من رودولف. تراجع برنغار إلى فيرونا واضطر إلى مشاهدة المجريين ينهبون البلاد. قام جون أسقف بافيا بتسليم مدينته لرودولف عام 922 لينهبها المجريون عام 924. في 29 يوليو 923، قابلت قوات رودولف وأدالبرت وبرنغار من إيفريا قوات برنغار وهزموه في معركة فيورنزولا، بالقرب من بياتشينزا. كانت المعركة حاسمة، إذ عُزِل على إثرها برنغار بحكم الأمر الواقع ليحل محله رودولف. قُتل برنغار بعد فترة وجيزة في فيرونا على يد أحد رجاله، ربما بتحريض من رودولف. ترك برنغار ابنتان إناث فقط -بيرثا وجيزيلا- دون أبناء ذكور.
اتُّهِمَ برنغار بعدم الكفاءة لأنه لم يفز ولو لمرة واحدة في معركة ضارية ضد منافسيه وأنه لم يُسجِّل أي انتصار خلال أربعين عام من النضال. كذلك، كان برنغار ينقل الأراضي العامة وفرق الدفاع إلى أصحاب الملكية الخاصة وخاصةً الأساقفة. مع ذلك، يبقى هذا موضع خلاف. رأى بعض المؤرخين مبادراته الدفاعية الخاصة من منظور أكثر إيجابية ووجدوا أنها سياسة متماسكة لتقديم الهدايا. وشكل عام، يبقى دوره في انتشار بناء القلاع خلال العقود التالية أمر لا جدال فيه.